# Gang do Lixo
Garbage Pail Kids é uma série de adesivos - cartões colecionáveis produzidos pela empresa Topps. Lançado originalmente em 1985, eles foram projetados para parodiar os bonecos "Bonecas Repolho" populares na época.
Cada carta colecionada apresenta um personagem Garbage Pail Kid com uma anomalia cômica, deformidade e/ou destino terrível com um nome de personagem com trocadilhos humorísticos, como Adam Bomb ou Blasted Billy. Foram feitas duas versões de cada cartão, com as variantes apresentando a mesma obra de arte, mas um nome de personagem diferente, identificado por uma letra “a” ou “b” após o número do cartão. A frente dos adesivos é perfurada de forma que apenas a figura com a etiqueta de nome e o logotipo GPK possam ser removidos da parte de trás. Muitos dos versos dos cartões apresentam peças de quebra-cabeça que formam murais gigantes, enquanto outros assuntos variam amplamente nas várias séries, de licenças e prêmios humorísticos a histórias em quadrinhos e, em lançamentos mais recentes, perfis humorísticos no Facebook.
Nos Estados Unidos foram lançadas 15 séries originais (SO) de cartões comerciais regulares, em outros países foram lançados conjuntos diferentes. Além disso, foram lançadas duas edições de mapas de grande formato e um conjunto de pôsteres dobráveis. As novas séries (ANS) foram lançadas em 2003, relançamentos de flashback começaram em 2010 e uma nova série (BNS) foi anunciada para 2012, seguida pela nova série 2, Chrom S1 e BNS3 em 2013. Um novo formato foi lançado em 2014, usando o ano para denotar o problema, seguido pelo nome da Série 1, que tinha um formato de estilo olímpico. Em 2016, o formato foi mudado de volta para conjuntos de temas que parodiam vários temas da cultura pop. Em abril de 2020, a Topps anunciou trazendo tokens não fungíveis para o blockchain. 

A adaptação cinematográfica Os Gênios do Lixo (título original: "The Garbage Pail Kids Movie") de 1987 é considerada um dos piores filmes de todos os tempos.